# Metazol
Metazol – organiczny związek chemiczny, pochodna oksadiazolu stosowany jako herbicyd.